# Goniaspidius lividipennis
Goniaspidius lividipennis är en skalbaggsart som beskrevs av Karl Henrik Boheman 1857. Goniaspidius lividipennis ingår i släktet Goniaspidius och familjen Melolonthidae. Inga underarter finns listade i Catalogue of Life.